# Cladobranchia
Cladobranchia é um clado taxonômico dos Nudibranchia, lesmas marinhas, moluscos, gastrópodes marinhos do clado Dexiarchia.

## Taxonomia

### clado Metarminida
- Superfamília Metarminoidea este nome não está disponível como um nome de superfamília, pois não é baseado em um gênero. É usado aqui porque nenhum nome de substituição foi proposto ainda.[2]

- - Família Curnonidae
  - Família Dironidae
  - Família Embletoniidae
  - Família Goniaeolididae
  - Família Heroidae
  - Família Madrellidae
  - Família Pinufiidae
  - Família Proctonotidae

### clado Euarminida
- Superfamília Arminoidea
  - Família Arminidae
  - Família Doridomorphidae

### clado Dendronotida
- Superfamília Tritonioidea
  - Família Tritoniidae
  - Família Aranucidae
  - Família Bornellidae
  - Família Dotidae
  - Família Dendronotidae
  - Família Hancockiidae
  - Família Lomanotidae
  - Família Phylliroidae
  - Família Scyllaeidae
  - Família Tethydidae

### clado Aeolidida
- Superfamília Flabellinoidea (= Pleuroprocta)
  - Família Flabellinidae
  - Família Notaeolidiidae
- Superfamília Fionoidea
  - Família Fionidae
  - Família Calmidae
  - Família Eubranchidae
  - Família Pseudovermidae
  - Família Tergipedidae
- Superfamília Aeolidioidea
  - Família Aeolidiidae
  - Família Facelinidae
  - Família Glaucidae
  - Família Piseinotecidae